# No Ordinary Love
"No Ordinary Love" é o primeiro single do quarto álbum de estúdio da banda inglesa Sade, Love Deluxe. Lançado em 1992 pela Epic Records, chegou a 26ª posição na tabela UK Singles Chart no Reino Unido quando lançada originalmente em outubro de 1992, mas alcançou a posição 14, quando re-lançada em junho de 1993. Sade Adu está vestida como uma sereia e uma noiva no vídeo da música. "No Ordinary Love" é muitas vezes considerada a canção-assinatura de Sade, ao lado de "Paradise" (1988) e de "Smooth Operator" (1985).
A banda foi premiada com um Grammy na categoria Melhor Performance de R&B por um Duo ou Grupo com vocais, em 1994, para "No Ordinary Love". A canção foi destaque no filme Proposta Indecente, embora não tenha sido incluída na trilha sonora oficial.
O single foi incluído na trilha sonora internacional do remake de "Mulheres de Areia", exibido pela TV Globo em 1993. Na trama a canção foi tema da irmã má "Raquel", interpretada por Gloria Pires.

## Desempenho em tabelas musicais
| Tabelas (1992)                       | Posições |
| ------------------------------------ | -------- |
| Dutch Top 40                         | 19       |
| French Singles Chart                 | 20       |
| German Singles Chart                 | 43       |
| Swedish Singles Chart                | 33       |
| Swiss Singles Chart                  | 23       |
| Tabelas (1993)                       | Posição  |
| Australian Singles Chart             | 21       |
| UK Singles Chart                     | 14       |
| U.S. Billboard Hot 100               | 28       |
| U.S. Billboard Hot R&B/Hip-Hop Songs | 9        |
| U.S. Billboard Adult Contemporary    | 14       |